# Анко
Анко е българско мъжко име. Анко е мъжка форма на Ана, чието значение е милост, благоразположение, и има еврейски произход.
Според други източници името Анко вероятно има друг произход, а не производно от женското име Ана. В много райони на България звукът Х в народните говори не се произнася, когато е в началото на думата. Например, Хасково е известно в миналото и като Аскьой, Асково. Собственото име Анко е образувано като изгубване на звука Х от собственото мъжко име – Ханко, умалително от прабългарското хан.